# 田島穂奈美
田島穂奈美（たじま ほなみ、1988年11月8日 - ）は、日本の元女優。東京都練馬区出身。セントラルプロダクションに所属していた。
2021年から映像コンテンツ権利処理機構に連絡のとれない権利者として掲載されている。

## 出演

### テレビドラマ

#### 1992年
- 花と龍（TBS）

#### 1993年
- ちょっと危ない園長さん 第1話 （日本テレビ）
- 林家三平夫人物語 どうもすいません! （フジテレビ） - 海老名みどり 役
- 失われたとき 女たちの太平洋戦争2（テレビ朝日）
- 花の咲く家 第3部 「旅立ち」（東海テレビ）
- 赤い迷宮（TBS）

#### 1994年
- 陽のあたる場所（フジテレビ） - 愛 役
- 毎度ゴメンなさぁい 第5話（TBS） - 沢野桜 役（松雪泰子の幼少時代）
- 好きやねん父ちゃん - 本田桜子 役
- ママのベッドへいらっしゃい第4回 - 第10回（テレビ朝日） - 新井明日香 役

#### 1995年
- さんかくはぁと 第1話（テレビ朝日） - 七海郁子 役（永作博美の幼少時代）
- 好きやねん父ちゃん2 - 本田桜子 役
- 私はニュースキャスター 迷惑でしょうが（TBS）
- 星の金貨（日本テレビ） - 雪の中を歩く少女 役（タイトルバック）
- 好きやねん父ちゃん3　 - 本田桜子 役
- ザ・シェフ 第2話（日本テレビ） - 町田小麦 役

#### 1996年
- Age,35 恋しくて（フジテレビ） - 島田まどか 役
- 銀狼怪奇ファイル 第6話（日本テレビ） - 鴻神あやか 役
- 愛が叫んでる（日本テレビ）
- 透明人間 第12話（日本テレビ） - 大川アリサ 役
- 怖い女シリーズ4 愛という名の牢獄
- しんドラ・横恋慕 第2話（日本テレビ）
- 続・星の金貨（日本テレビ） - 牧野のぞみ 役

#### 1997年
- 僕が僕であるために（鈴木保奈美の娘役）
- 毛利元就 第1話（NHK） - 芳姫 役
- バージンロード 第1話（フジテレビ）
- 星の金貨・完結編スペシャル（日本テレビ） - 牧野のぞみ 役
- 山村美紗サスペンス 名探偵キャサリン3 花の棺（TBS） - 岡麗子 役
- Gift　ギフト 第9話（フジテレビ） - 愛川なつみ 役
- 恋の片道切符 第5・6話（日本テレビ） - 宮城島瞳 役
- 寺子屋ゆめ指南 第12話（NHK） - 泉水美雪 役（声の出演）

#### 1998年
- 山村美紗サスペンス名探偵キャサリン4 清少納言殺人事件（TBS） - 久条彰子 役
- きらきらひかる 第2話（フジテレビ） - 古田春子 役
- 立入禁止! STAFF ONLY 第17話（フジテレビ）
- 星獣戦隊ギンガマン 第9話（テレビ朝日） - ユウコ 役
- 女調査員・おでん屋“ぽんた”探偵局2（テレビ朝日）
- はみだし刑事情熱系3 第6話（テレビ朝日） - 有馬千晶 役
- 天国まで響けボクのシンバル!　病院内学級物語（TBS） - 笹本亜弓 役

#### 1999年
- 腕まくり看護婦物語9（フジテレビ） - 古川由美 / 島村由布 役（二役）
- 傷だらけの女 第11話（フジテレビ） - 森山ちか 役
- 事件7（テレビ朝日） - 宮下香織 役
- 傷だらけの女スペシャル（フジテレビ） - 森山ちか 役

#### 2000年
- 平成夫婦茶碗〜ドケチの花道〜（日本テレビ） - 金本幸 役
- 万引きGメン・二階堂雪5 嫉妬（TBS） - 安西早苗 役
- 永遠の1/2（TBS）
- 平成夫婦茶碗外伝 成田家の人々（日本テレビ） - 金本幸 役
- 平成夫婦茶碗スペシャル　お母さんは風になった…（日本テレビ） - 金本幸 役

#### 2001年
- ココだけの話 第1回「ビビンパ」（テレビ朝日）
- 藤沢周平の人情しぐれ町 第4・5話（NHK） - おきち 役
- お前の諭吉が泣いている 第9話（テレビ朝日） - 金本幸 役

#### 2002年
- 続・平成夫婦茶碗（日本テレビ） - 金本幸 役
- お父さんのロックンロール（フジテレビ） - 鈴木明日香 役
- 太陽と雪のかけら（TBS） - 高階愛子 役

#### 2003年
- 愛の家〜泣き虫サトと7人の子〜 第3話（NHK） - 平真弓 役

#### 2004年
- 牡丹と薔薇第10話 - 第18話（東海テレビ） - 三上ぼたん 役
- 牡丹と薔薇完結版（東海テレビ） - 三上ぼたん 役
- 御宿かわせみ〜第二章〜 第6話（NHK） - おもん 役

#### 2005年
- ファイト（NHK） - 東野栞 役
- ウルトラマンネクサス 第29話（TBS） - 山邑理美 役
- 110番通信司令官秋月翔子（TBS） - 秋月沙織 役
- 野ブタ。をプロデュース（日本テレビ） - 井上美咲 役

#### 2006年
- 新・桃太郎侍 第3話 （テレビ朝日） - おみつ 役
- 功名が辻 第37・38話（NHK） - お宮 役

#### 2007年
- 堀部安兵衛（NHK） - みつ 役
- 夏樹静子サスペンス 風極の岬（テレビ朝日） - 若原香織 役
- 麗わしき鬼 第19話 - 第21話、第23話、第25話 - 第32話（東海テレビ） - 高見奈々子 役
- 素浪人 月影兵庫 第1話（テレビ朝日） - おみつ 役

#### 2009年
- ほんとにあった怖い話 冬の特別編2009 憑かれた森（フジテレビ） - ナレーション
- アイシテル〜海容〜 第5話（日本テレビ）

### 映画・オリジナルビデオ
- 1993年 部屋とYシャツと私
- 1996年 ブラック・ジャック2　ピノコ愛してる - ピノコ 役
- 1996年 ブラック・ジャック3　ふたりの黒い医者 - ピノコ 役
- 1998年 なぞの転校生
- 2006年 アクショングラフィティー! - 水原千賀 役

### 写真集
- Charm（2001年7月10日、心交社） - 大島優子と共演 ISBN 4883026280